# Кухня Сейшельских Островов

Сейшельские Острова на карте Африки

Сейшельская кухня - это кухня Сейшельских Островов, страны-архипелага, состоящей из 115 островов. Рыба играет важную роль в кухне страны из-за расположения страны в Индийском океане. На кухню Сейшельских Островов оказали влияние африканская, британская, французская, испанская, индийская и китайская кухни.
Использование таких специй, как имбирь, лемонграсс, кориандр и тамаринд, является важным компонентом сейшельской кухни. Свежая рыба и фрукты продаются уличными торговцами в разных местах.

## Распространённые продукты и блюда

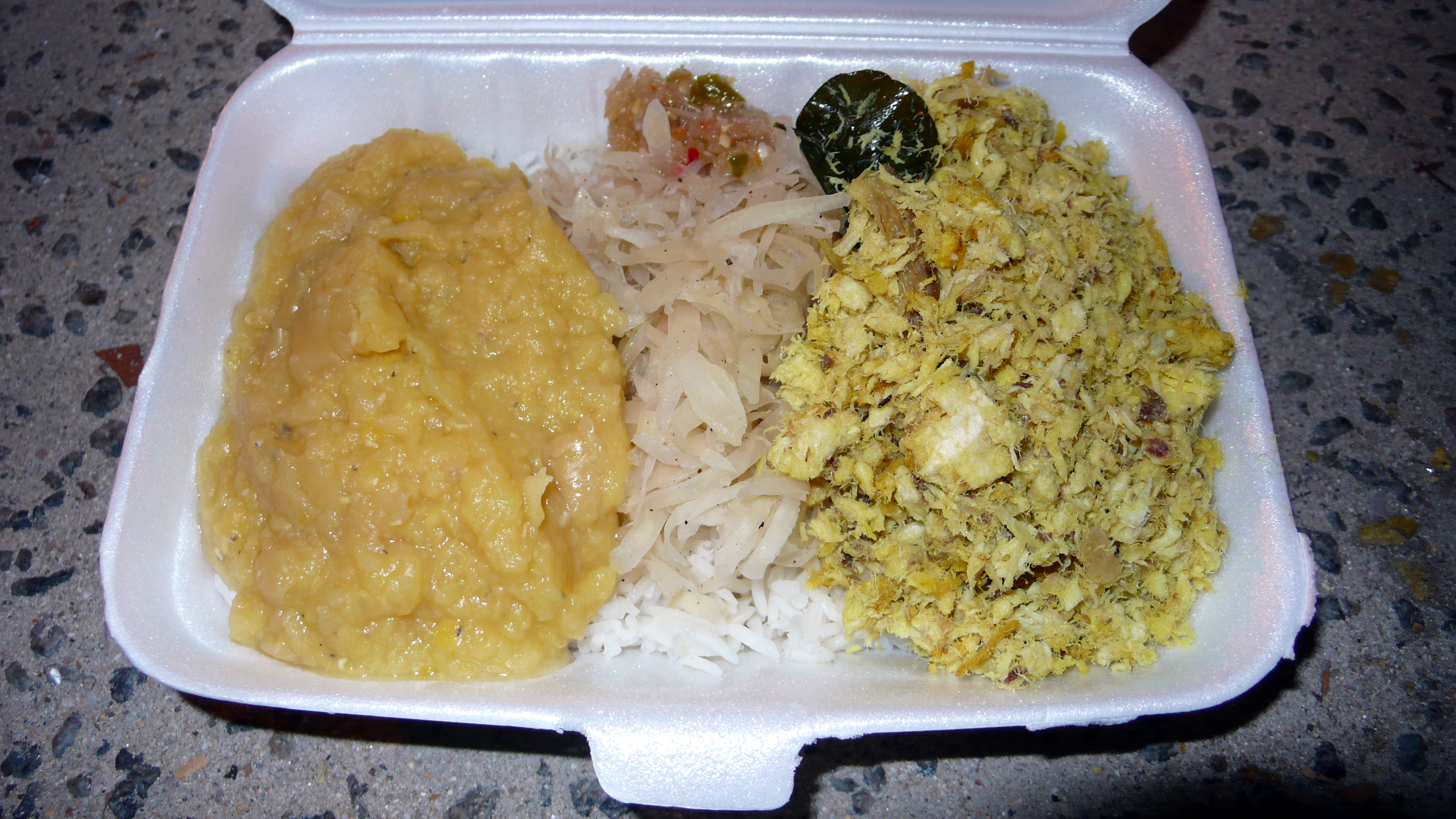
Акулий чатни (справа) с чечевицей и измельченной зеленой папайей на рисе на рынке на Маэ, Сейшельские Острова

Основными продуктами питания являются блюда из рыбы, морепродуктов и моллюсков, часто в сочетании с рисом. Рыбные блюда готовятся несколькими способами: на пару, на гриле, завёрнутые в банановые листья, запечённые, солёные и копчёные. Карри также является важной составляющей кухни страны.
К основным продуктам питания относятся акула, плоды хлебного дерева, манго и рыба.

### Основные блюда
- Блюда из курицы, например, куриное карри с кокосовым молоком[3].
- Кокосовое карри[3].
- Дал (чечевица)[2].
- Рыбное карри[3].
- Рис с шафраном[2].
- Свежие тропические фрукты[1][6].
- Ладоб[7].
- Акулий чатни[7].
- Овощи[3][6].

## Деликатесы и фирменные блюда
- Буйон — рыбный суп с зеленью[3].
- Бурзва грийе — красный луциан на гриле[3].
- Пудинг из маниока[2].
- Сатини Рекен — акулий чатни[3].
- Крылановые считаются деликатесом[3].
- Кат-кат банан — зелёные бананы и рыба, приготовленные в кокосовом молоке[3].
- Салат «Пальмис» — салат из кокосовой пальмы[3].

## Напитки
Кокосовая вода и свежие соки — одни из напитков сейшельской кухни. Среди алкогольных напитков — пальмовое вино калу, ром бакка и производимые в стране сорта пива, такие как Сейбрю и Эку. Вино можно приобрести в большинстве ресторанов Сейшельских Островов.

## Пищевая промышленность
Перерабатывающий завод компании Indian Ocean Tuna — один из крупнейших консервных заводов по производству тунца в мире. Он расположен в городе Виктория, столице Сейшельских Островов.